# Trolejbusová doprava v Erfurtu

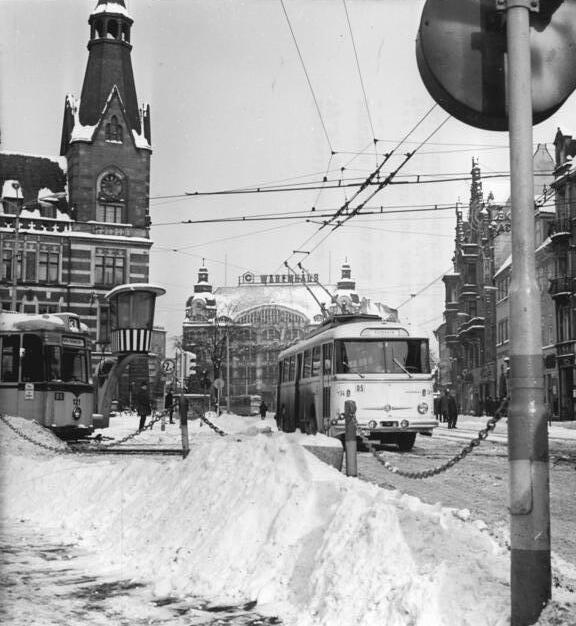
Trolejbus Škoda 9Tr v Erfurtu

Město Erfurt, nacházející se ve spolkové zemi Durynsko, bylo jedním z mnoha německých měst, kde byla v provozu trolejbusová doprava.
Stejně jako v mnoha dalších německých městech, i v Erfurtu se po ukončení druhé světové války začala plánovat trolejbusová síť jakožto doplněk sítě tramvajové. Práce na první trati, která byla dlouhá přibližně 3 km a vedla z Angeru (centrum města) do čtvrti Daberstedt, byly ukončeny na začátku roku 1948. První trolejbusy tak na ni vyjely 26. února téhož roku. Vozovna, vystavěná vedle tramvajové, byla umístěna v severní části města a s linkou tak byla spojena manipulační tratí, která byla téměř stejně dlouhá jako samotná trolejbusová linka. Pro zahájení provozu bylo zakoupeno 5 vozů značky Henschel s elektrickou výzbrojí AEG. Již o rok později byla první trať prodloužena jihovýchodním směrem do čtvrti Melchendorf. Druhá linka byla zprovozněna v roce 1951, kdy byla dokončena trať z Angeru do městské části Hochheim na jihozápadě Erfurtu. Uvedení do provozu třetí linky (Anger – Ringelberg ve východní části města) se uskutečnilo roku 1953. Vozový park byl v padesátých letech doplněn o trolejbusy značky Lowa a v roce 1957 také o pět dvoupatrových ojetých vozů z Hamburku, kterým bylo před jejich zprovozněním v Erfurtu demontováno horní patro.
V roce 1960 zakoupil místní dopravní podnik první trolejbusy československé výroby – konkrétně se jednalo o 4 kusy vozů Škoda 8Tr. Během 60. let pak dodávky z Československa dále pokračovaly, bylo dodáno celkem 13 trolejbusů Škoda 9Tr. V první polovině 70. let bylo ale rozhodnuto o postupném zániku trolejbusové sítě v Erfurtu. Jako první byla uzavřena trať do Melchendorfu (v roce 1973), která byla o 10 let později nahrazena tramvajovou linkou. Zbylé tratě vydržely v provozu dva roky, poslední trolejbusy tak Erfurtem projely 7. listopadu 1975.